# 제모나델프리울리

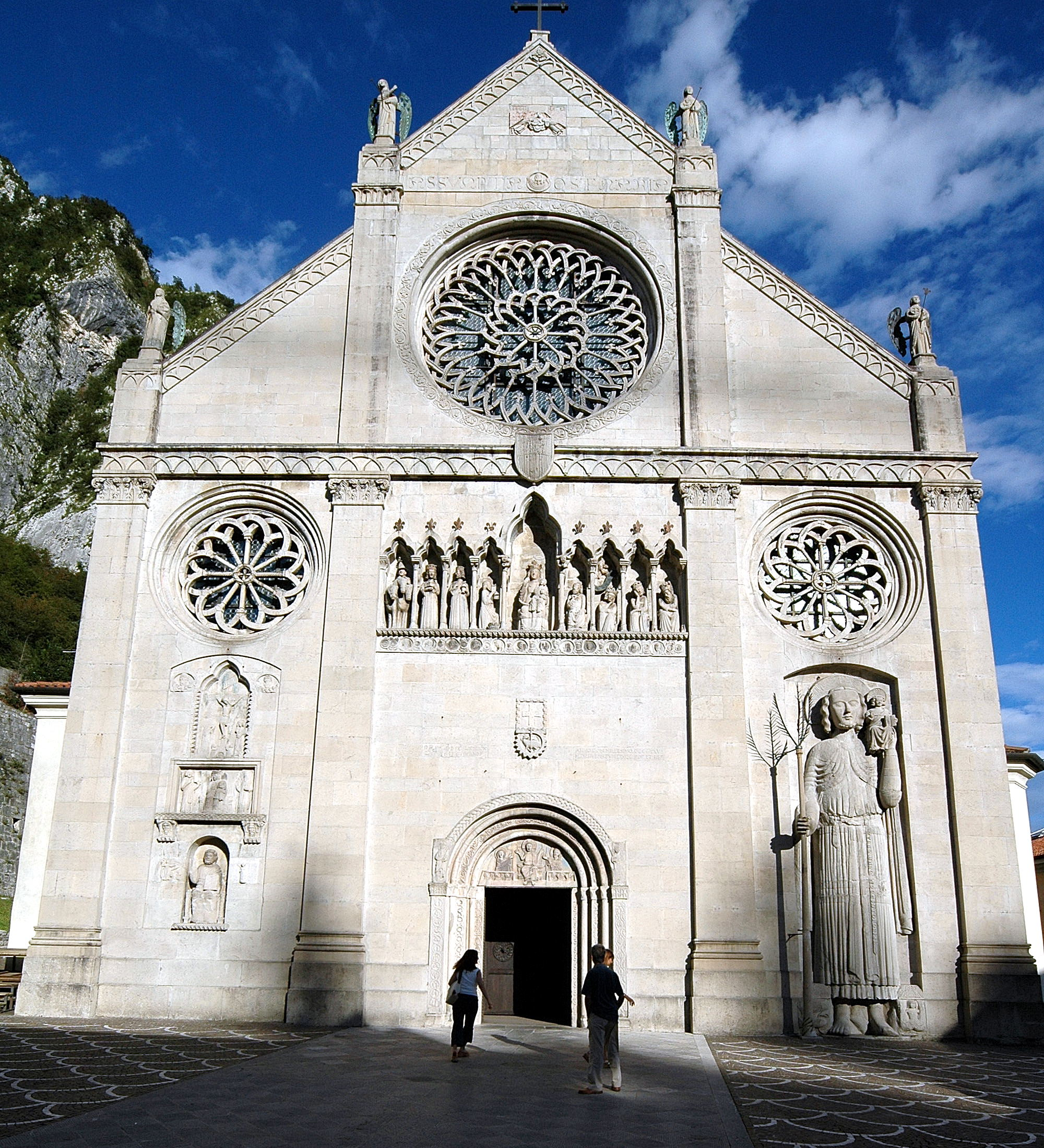
제모나델프리울리 성당

제모나델프리울리(이탈리아어: Gemona del Friuli, 프리울리어: Glemone, 슬로베니아어: Humin)는 이탈리아 프리울리베네치아줄리아주 우디네현에 위치한 코무네로 면적은 56.2km2, 높이는 272m, 인구는 11,175명(2008년 11월 30일 기준), 인구 밀도는 200명/km2이다.

시 문장

## 자매 도시
- 오스트리아 펠덴암뵈르터제
- 오스트리아 라키르헨
- 이탈리아 폴리뇨